# 足立原健二
足立原 健二（あだちはら けんじ、1984年11月8日 - ）は、神奈川県相模原市出身のプロサッカー選手。ポジションはフォワード。

## 来歴

### 学生時代
2000年、千葉県の習志野高校に入学したが、翌年サッカー部監督の本田裕一郎が流通経済大学付属柏高校へ転任したため、同期の近藤祐介、船山祐二、深津康太、阿部嵩らと共に同校へ編入した。他の同級生には大谷秀和（サッカー部ではなく柏レイソルユース所属）がいる。
高校卒業後は流通経済大学に進学。4年時の2006年には関東大学サッカーリーグ戦1部で創部以来初の優勝を達成したが、難波宏明、池田圭、西弘則など後のJリーガーを数多く擁したチームの中で目立った活躍は出来なかった。

### プロ入り後
大学卒業後は福島県内の一般企業に就職したが、サッカーを続ける道を模索し、知人のつてを辿って当時東北2部南リーグに所属していたビアンコーネ福島に加入。迎えた2007年シーズンのリーグ戦で14試合出場25得点という大活躍を見せ、チームの優勝・東北1部リーグ昇格に大きく貢献すると共に、リーグ得点王のタイトルを獲得した。
同年末、アルビレックス新潟シンガポールとJAPANサッカーカレッジの合同トライアルに合格。2008年は北信越1部リーグのJAPANサッカーカレッジに所属したが、ブランクの影響もありレギュラーポジション獲得には至らなかった。
2009年、Sリーグのアルビレックス新潟シンガポールに移籍すると、開幕から得点を量産。チームトップの16得点を挙げ、シーズン途中の同年10月、インドネシア・スーパーリーグのボンタンFCに移籍した。移籍後に行われたSリーグアウォーズではベストイレブンにも選出された。
ボンタンFCでもエースストライカーとして活躍し、移籍後の2009-2010シーズンから2年連続で得点ランキング4位の15得点を記録。2010-2011シーズン終了後、ペルシバ・バリクパパンに引き抜かれた。
2011-2012シーズンもリーグ戦13得点を挙げ、2013年シーズンよりインドネシアのペルシブ・バンドンに移籍。2014年はペルシタ・タンゲランでプレーしたが、同シーズンオフにミャンマーのクラブに練習参加した際、左膝の前十字靭帯と半月板を損傷する大怪我を負い、前十字靭帯（ACL）再建手術を受けたことを自身のブログ上で報告した。

## 所属クラブ
- 田名SC
- FCコラソン
- 2000年  習志野市立習志野高等学校サッカー部
- 2001年 - 2002年  流通経済大学付属柏高等学校サッカー部
- 2003年 - 2006年  流通経済大学サッカー部
- 2007年  ビアンコーネ福島
- 2008年  JAPANサッカーカレッジ
- 2009年   アルビレックス新潟シンガポール
- 2009年 - 2011年  ボンタンFC
- 2011年 - 2012年  ペルシバ・バリクパパン
- 2012年 - 2013年  ペルシブ・バンドン
- 2014年  ペルシタ・タンゲラン

## 個人成績
| 国内大会個人成績 | 国内大会個人成績 | 国内大会個人成績 | 国内大会個人成績 | 国内大会個人成績 | 国内大会個人成績 | 国内大会個人成績 | 国内大会個人成績 | 国内大会個人成績 | 国内大会個人成績 | 国内大会個人成績 | 国内大会個人成績 |
| 年度             | クラブ           | 背番号           | リーグ           | リーグ戦         | リーグ戦         | リーグ杯         | リーグ杯         | オープン杯       | オープン杯       | 期間通算         | 期間通算         |
| 年度             | クラブ           | 背番号           | リーグ           | 出場             | 得点             | 出場             | 得点             | 出場             | 得点             | 出場             | 得点             |
| 日本             | 日本             | 日本             | 日本             | リーグ戦         | リーグ戦         | リーグ杯         | リーグ杯         | 天皇杯           | 天皇杯           | 期間通算         | 期間通算         |
| ---------------- | ---------------- | ---------------- | ---------------- | ---------------- | ---------------- | ---------------- | ---------------- | ---------------- | ---------------- | ---------------- | ---------------- |
| 2005             | 流経大           | 8                | JFL              | 2                | 0                | -                | -                | -                | -                | 2                | 0                |
| 2006             | 流経大           | 12               | JFL              | 2                | 0                | -                | -                | 0                | 0                | 2                | 0                |
| 2007             | V福島            | 24               | 東北2部南        | 14               | 25               | -                | -                | 1                | 0                | 15               | 25               |
| 2008             | JSC              | 27               | 北信越1部        | 5                | 2                | -                | -                | -                | -                | 5                | 2                |
| シンガポール     | シンガポール     | シンガポール     | シンガポール     | リーグ戦         | リーグ戦         | リーグ杯         | リーグ杯         | シンガポール杯   | シンガポール杯   | 期間通算         | 期間通算         |
| 2009             | 新潟S            | 14               | Sリーグ          | 26               | 16               | 2                | 0                | 5                | 2                | 33               | 17               |
| インドネシア     | インドネシア     | インドネシア     | インドネシア     | リーグ戦         | リーグ戦         | リーグ杯         | リーグ杯         | オープン杯       | オープン杯       | 期間通算         | 期間通算         |
| 2009-10          | ボンタン         | 9                | スーパーリーグ   | 28               | 15               |                  |                  |                  |                  |                  |                  |
| 2010-11          | ボンタン         | 10               | スーパーリーグ   | 26               | 15               |                  |                  |                  |                  |                  |                  |
| 2011-12          | ペルシバ         | 9                | スーパーリーグ   | 31               | 13               |                  |                  |                  |                  |                  |                  |
| 2013             | ペルシブ         | 11               | スーパーリーグ   | 29               | 10               |                  |                  |                  |                  |                  |                  |
| 2014             | ペルシタ         | 10               | スーパーリーグ   | 19               | 7                |                  |                  |                  |                  |                  |                  |
| 通算             | 日本             | 日本             | JFL              | 4                | 0                | -                | -                | 0                | 0                | 4                | 0                |
| 通算             | 日本             | 日本             | 北信越1部        | 5                | 2                | -                | -                | 0                | 0                | 5                | 2                |
| 通算             | 日本             | 日本             | 東北2部南        | 14               | 25               | -                | -                | 1                | 0                | 15               | 25               |
| 通算             | シンガポール     | シンガポール     | Sリーグ          | 26               | 16               | 2                | 0                | 5                | 2                | 33               | 17               |
| 通算             | インドネシア     | インドネシア     | スーパーリーグ   | 133              | 60               |                  |                  |                  |                  |                  |                  |
| 総通算           | 総通算           | 総通算           | 総通算           | 182              | 103              | 2                | 0                | 6                | 2                |                  |                  |

## タイトル

### クラブ
流通経済大学サッカー部
- 関東大学サッカーリーグ戦1部 : 2006年

ビアンコーネ福島
- 東北2部南リーグ : 2007年

### 個人
- 東北2部リーグ南 得点王 : 1回（2007年）
- Sリーグ ベストイレブン : 1回（2009年）